# Szymon Szechter
Szymon Szechter (ur. 5 kwietnia 1920 we Lwowie, zm. 1 czerwca 1983 w Londynie) – polski historyk, pisarz, tłumacz i wydawca, dysydent. Był osobą ociemniałą.

## Życiorys
Pochodził z rodziny żydowskiej. Był bratem Ozjasza Szechtera oraz stryjem Adama Michnika.
Gimnazjum ukończył we Lwowie. W okresie okupacji sowieckiej studiował w Akademii Handlu Zagranicznego. W 1940 wstąpił do Komsomołu. W latach 1941–1943 służył w Armii Czerwonej (saper, porucznik, dowódca batalionu). Ranny w październiku 1943, w rezultacie utracił wzrok. W 1944 powrócił do Lwowa w poszukiwaniu rodziny (wszyscy zginęli w getcie).
Do 1957 przebywał w Związku Radzieckim. Był komsomolcem i członkiem partii komunistycznej, pracował m.in. jako lektor w Komitecie Miejskim KPZR. W 1948 ukończył studia historyczne, w 1953 obronił doktorat. Wykładał historię na Uniwersytecie Lwowskim.
W 1957 repatriowany do PRL. Otrzymał etat w Zakładzie Historii Partii przy KC PZPR. W latach 1962–1964 prowadził na Uniwersytecie Warszawskim zajęcia z historii ruchu ludowego w okresie międzywojennym. Autor niedopuszczonej do druku pracy: Geneza strajku chłopskiego w 1937 (maszynopis wszedł jednak do obiegu naukowego). Następnie został dyrektorem w Związku Ociemniałych Żołnierzy PRL. W 1964 został skazany za nadużycia gospodarcze na karę więzienia w zawieszeniu. Od tego czasu czynił starania o otrzymanie zgody na wyjazd stały do Izraela.
Jego sekretarką była Nina Karsov. W 1966 SB dokonała rewizji w ich mieszkaniu i przejęła notatki, rękopisy uznane za materiały szkalujące PRL. Nina Karsov została skazana na trzy lata więzienia. W więzieniu wzięli ślub. Po dwóch latach została zwolniona i oboje udali się na emigrację. W 1970 założyli w Londynie antykomunistyczne wydawnictwo Kontra, które wydaje m.in. książki Lwa Szestowa i Józefa Mackiewicza.

## Wybrane publikacje
- Uciekłem..., Tel-Aviv 1969 (wyd. 2 – Londyn: Kontra; przekład angielski: A Stolen Biography, transl. by Fransec Carroll and Nina Karsov, London: N. Karsov 1983, wyd. 2 -1985).
- Czas zatrzymany do wyjaśnienia, Londyn: Kontra 1972 (wyd. 2 -1983; przedruki w „drugim obiegu” w kraju).
- (redakcja) Kronika bieżących wydarzeń, t. 1-3, w tł. i oprac. Niny Karsov i Szymona Szechtera, Londyn: Polonia Book Fund 1972–1975.
- Szechterezada, Londyn: Kontra 1975 (wyd. 2 – 1983; przedruki w „drugim obiegu” w kraju).
- (współautor: Nina Karsov), Nie kocha się pomników, Londyn: Polska Fundacja Kulturalna 1970 (wyd. 2 – Londyn: Kontra 1983; przedruki w „drugim obiegu” w kraju; przekład angielski: Monuments are not Loved, transl. by Paul Stevenson, London: Hodder and Stoughton 1970; Bridge on Ice, transl. by Frances Carroll and Nina Karsov, London: M. Boyars 1977; przekład szwedzki: Bare en jøde, over. fra polsk Grethe Jervøy, Copenhagen: Spectator 1970; przekład rosyjski: Dnevnik Niny Karsov, per. s pol. N. Gorbanevskaja pri učastii L. Šatunova, London: Overseas Publ. Interchange 1992).
- (współautor: Nina Karsov), In the Name of Tomorrow: Life Underground in Poland, New York: Schoecken Books 1971.
- (przekład) Wieniedikt Jerofiejew, Moskwa – Pietuszki: poemat, tł. z ros. Nina Karsov i Szymon Szechter, słowo wstępne napisał i przypisy oprac. Nikita Stavisky, Londyn: Kontra 1976 (przedruki w „drugim obiegu” w kraju).
- W sobotę u Minki i inne bajki, Londyn: Kontra 1983.
- (przekład) Lew Szestow, Apoteoza nieoczywistości: próba myślenia adogmatycznego, tł. z ros. Nina Karsov i Szymon Szechter, Londyn: Kontra 1983 (przedruki w „drugim obiegu” w kraju)[1].